# Ecografia della tiroide

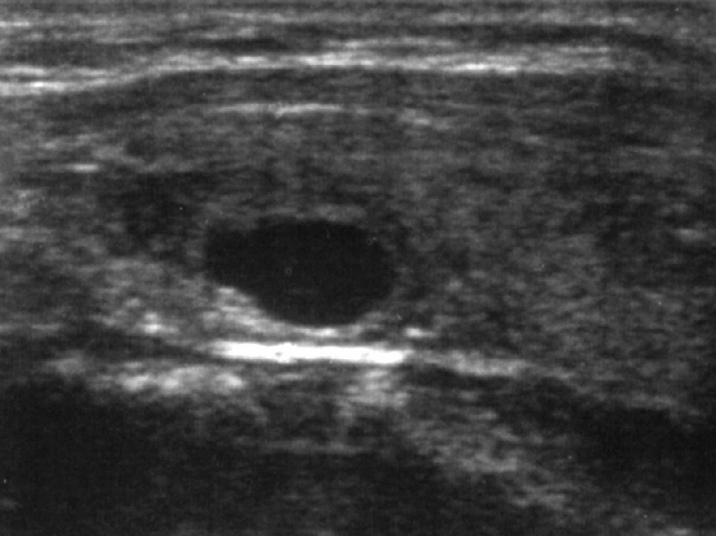
Tiroidite e nodulo tiroideo ad ecostruttura mista in una ecografia della tiroide

L'ecografia della tiroide è un'indagine di approfondimento diagnostico di uso frequente nel campo della fisio-patologia della tiroide, la quale utilizza gli ultrasuoni trasmessi da una sonda piana alla frequenza compresa tra 7,5 e 13 MHz. Con l'ecografia della tiroide viene individuata la presenza di almeno un nodulo tiroideo nel 20-76% della popolazione generale.

## Indicazioni
Rappresentano un'indicazione all'esecuzione dell'ecografia tiroidea le seguenti condizioni:
- ipotiroidismo;
- ipertiroidismo;
- disfagia (cioè difficoltà nella deglutizione);
- disfonia (cioè disturbi della qualità e del tono della voce);
- sensazione di corpo estraneo nella regione del collo;
- massa palpabile nella regione anteriore del collo o in sede latero-cervicale.

## Valutazioni
La procedura deve valutare:
- diametri (trasversale, antero-posteriore e longitudinale) di entrambi i lobi e dell'istmo della tiroide con calcolo finale del volume tiroideo;
- grado di ecogenicità della ghiandola, che può essere ridotta (ipoecogena), uguale (isoecogena) o aumentata (iperecogena) rispetto a quella delle ghiandole sottomandibolari;
- grado di vascolarizzazione intraparenchimale (attraverso l'uso del Color-Doppler);
- presenza o meno di lesioni nodulari;
- presenza o meno di deviazione della trachea;
- presenza o meno di linfonodi ingranditi in sede cervicale.

## Diagnosi possibili
La valutazione di tali parametri può portare alle seguenti diagnosi:
- gozzo diffuso (aumento del volume ghiandolare tiroideo) in assenza di noduli
- nodulo/i della tiroide (massa a contenuto solido, liquido o misto)
- tiroidite.(disomogeneità diffusa dell'ecogenicità parenchimale, aumento della vascolarizzazione parenchimale al segnale ecodoppler)

## Altri utilizzi
La sonda ecografica può essere utilizzata anche nel corso dell'agoaspirato della tiroide o della biopsia core needle per guidare l'ago all'interno dei noduli, in particolare quando si tratta di lesioni di piccole dimensioni e non palpabili o per trattamenti di termoablazione percutanea con laser o radiofrequenza.